# Greatest Hits (Eurythmics-Album)
Greatest Hits (englisch für „Größte Hits“) ist das erste Best-of-Album des britischen Pop-Duos Eurythmics. Es erschien am 18. März 1991 über die Labels RCA Records und BMG. Mit über 1,25 Millionen verkauften Exemplaren zählt es zu den meistverkauften Musikalben in Deutschland.

## Inhalt
Die auf dem Album enthaltenen Lieder sind Singles, die aus zuvor veröffentlichten Alben des Duos ausgekoppelt wurden. So stammen die Songs There Must Be an Angel (Playing with My Heart), Sisters Are Doin’ It for Themselves, It’s Alright (Baby’s Coming Back) und Would I Lie to You? aus Be Yourself Tonight (1985). Die Stücke When Tomorrow Comes, Miracle of Love, Thorn in My Side und Missionary Man wurden dem Album Revenge (1986) entnommen, während Who’s That Girl?, Right by Your Side und Here Comes the Rain Again von Touch (1983) stammen. Die Lieder Love Is a Stranger und Sweet Dreams (Are Made of This) erschienen zuvor auf dem Album Sweet Dreams (Are Made of This) (1980), wogegen You Have Placed a Chill in My Heart und I Need a Man auf Savage (1987) veröffentlicht wurden. Die Tracks Don’t Ask Me Why und Angel wurden aus dem Studioalbum We Too Are One (1989) ausgekoppelt. Zudem ist der Song Sexcrime (1984) enthalten, der von dem Soundtrack 1984 (For the Love of Big Brother) (1984) stammt. Vom Debütalbum In the Garden (1981) sind dagegen keine Titel enthalten.
Die US-Version des Albums enthält statt 18 nur 14 Lieder. Zudem ist hier der Song The King and Queen of America vom Album We Too Are One zu finden.

## Produktion und Gastbeiträge
Alle auf Greatest Hits enthaltenen Lieder wurden von Eurythmics-Mitglied David A. Stewart produziert. Bei den Songs Don’t Ask Me Why und Angel wurde er von Jimmy Iovine unterstützt, während er bei Love Is a Stranger mit Adam Williams zusammenarbeitete. Als Autor der Stücke fungierte ebenfalls David A. Stewart zusammen mit Eurythmics-Sängerin Annie Lennox. Lediglich bei When Tomorrow Comes wurden sie von Patrick Seymour unterstützt. Der einzige Gastauftritt des Albums stammt von der US-amerikanischen Sängerin Aretha Franklin, die auf Sisters Are Doin’ It for Themselves zu hören ist.

## Covergestaltung
Das Albumcover zeigt die Eurythmics-Mitglieder Annie Lennox und David A. Stewart, der eine Sonnenbrille trägt. Links im Bild befindet sich von oben nach unten geschrieben der silberne Schriftzug Eurythmics, während der Titel greatest hits in Rot und Schwarz am oberen Bildrand steht. Der Hintergrund ist schwarz gehalten.

## Titellisten
Internationale Version
| #  | Titel                                                     | Länge | Album (Jahr)                              |
| -- | --------------------------------------------------------- | ----- | ----------------------------------------- |
| 1  | Love Is a Stranger                                        | 3:40  | Sweet Dreams (Are Made of This) (1983)    |
| 2  | Sweet Dreams (Are Made of This) ’91                       | 4:50  | Sweet Dreams (Are Made of This) (1983)    |
| 3  | Who’s That Girl?                                          | 3:44  | Touch (1983)                              |
| 4  | Right by Your Side                                        | 3:49  | Touch (1983)                              |
| 5  | Here Comes the Rain Again                                 | 4:54  | Touch (1983)                              |
| 6  | There Must Be an Angel (Playing with My Heart)            | 4:41  | Be Yourself Tonight (1985)                |
| 7  | Sisters Are Doin’ It for Themselves (mit Aretha Franklin) | 5:51  | Be Yourself Tonight (1985)                |
| 8  | It’s Alright (Baby’s Coming Back)                         | 3:43  | Be Yourself Tonight (1985)                |
| 9  | When Tomorrow Comes                                       | 4:15  | Revenge (1986)                            |
| 10 | You Have Placed a Chill in My Heart                       | 3:46  | Savage (1987)                             |
| 11 | Miracle of Love                                           | 4:35  | Revenge (1986)                            |
| 12 | Sexcrime (1984)                                           | 3:52  | 1984 (For the Love of Big Brother) (1984) |
| 13 | Thorn in My Side                                          | 4:11  | Revenge (1986)                            |
| 14 | Don’t Ask Me Why                                          | 4:13  | We Too Are One (1989)                     |
| 15 | Angel                                                     | 4:47  | We Too Are One (1989)                     |
| 16 | Would I Lie to You?                                       | 4:22  | Be Yourself Tonight (1985)                |
| 17 | Missionary Man                                            | 3:45  | Revenge (1986)                            |
| 18 | I Need a Man                                              | 4:21  | Savage (1987)                             |

US-Version
| #  | Titel                                                     | Länge | Album (Jahr)                           |
| -- | --------------------------------------------------------- | ----- | -------------------------------------- |
| 1  | Sweet Dreams (Are Made of This) ’91                       | 4:50  | Sweet Dreams (Are Made of This) (1983) |
| 2  | When Tomorrow Comes                                       | 4:25  | Revenge (1986)                         |
| 3  | Here Comes the Rain Again                                 | 5:03  | Touch (1983)                           |
| 4  | Who’s That Girl?                                          | 3:44  | Touch (1983)                           |
| 5  | Would I Lie to You?                                       | 4:22  | Be Yourself Tonight (1985)             |
| 6  | Sisters Are Doin’ It for Themselves (mit Aretha Franklin) | 5:54  | Be Yourself Tonight (1985)             |
| 7  | There Must Be an Angel (Playing with My Heart)            | 5:19  | Be Yourself Tonight (1985)             |
| 8  | Missionary Man                                            | 3:45  | Revenge (1986)                         |
| 9  | Don’t Ask Me Why                                          | 4:13  | We Too Are One (1989)                  |
| 10 | I Need a Man                                              | 4:21  | Savage (1987)                          |
| 11 | Love Is a Stranger                                        | 3:40  | Sweet Dreams (Are Made of This) (1983) |
| 12 | Thorn in My Side                                          | 4:11  | Revenge (1986)                         |
| 13 | The King and Queen of America                             | 4:31  | We Too Are One (1989)                  |
| 14 | Angel                                                     | 4:58  | We Too Are One (1989)                  |

## Kommerzieller Erfolg

### Chartplatzierungen und Singles
Greatest Hits stieg am 1. April 1991 auf Platz 43 in die deutschen Albumcharts ein und erreichte zwei Wochen später für eine Woche Platz eins. Insgesamt konnte es sich 53 Wochen in den Charts halten, davon 21 Wochen in den Top 10. Im Vereinigten Königreich hielt sich das Album zehn Wochen an der Chartspitze und 140 Wochen in den Top 100. Ebenfalls Rang eins belegte es unter anderem in Österreich, den Niederlanden, Australien und Neuseeland. In den deutschen Jahrescharts 1991 erreichte Greatest Hits Position vier und im Vereinigten Königreich Platz zwei.
| ChartsChartplatzierungen       | Höchstplatzierung | Wochen |
| ------------------------------ | ----------------- | ------ |
| Deutschland (GfK)              | 1 (53 Wo.)        | 53     |
| Österreich (Ö3)                | 1 (26 Wo.)        | 26     |
| Schweiz (IFPI)                 | 2 (24 Wo.)        | 24     |
| Vereinigte Staaten (Billboard) | 72 (23 Wo.)       | 23     |
| Vereinigtes Königreich (OCC)   | 1 (140 Wo.)       | 140    |

| ChartsJahrescharts (1991)    | Platzierung |
| ---------------------------- | ----------- |
| Deutschland (GfK)            | 4           |
| Österreich (Ö3)              | 4           |
| Schweiz (IFPI)               | 10          |
| Vereinigtes Königreich (OCC) | 2           |

Um das Album zu bewerben, wurden die Lieder Love Is a Stranger und Sweet Dreams (Are Made of This) ’91 in teils neuen Versionen als Promo-Singles veröffentlicht.

### Auszeichnungen für Musikverkäufe
Greatest Hits wurde im Jahr 2021 in Deutschland für mehr als 1,25 Millionen verkaufte Einheiten mit einer fünffachen Goldenen Schallplatte ausgezeichnet, womit es zu den meistverkauften Musikalben des Landes gehört. Im Vereinigten Königreich erhielt es 1993 für über 1,8 Millionen Verkäufe sechsfach-Platin, während es in den Vereinigten Staaten 1999 für mehr als drei Millionen verkaufte Exemplare mit dreifach-Platin ausgezeichnet wurde. Laut Auszeichnungen belaufen sich die weltweiten Verkäufe auf über 7,5 Millionen.
| Professionelle Bewertungen | Professionelle Bewertungen |
| -------------------------- | -------------------------- |
| Kritiken                   |                            |
| Quelle                     | Bewertung                  |
| allmusic                   | [ 14 ]                     |

| Land/Region                  | Auszeichnungen für Musikverkäufe (Land/Region, Auszeichnung, Verkäufe) | Verkäufe    |
| ---------------------------- | ---------------------------------------------------------------------- | ----------- |
| Australien (ARIA)            | 3× Platin                                                              | 210.000     |
| Deutschland (BVMI)           | 5× Gold                                                                | 1.250.000   |
| Europa (IFPI)                | 3× Platin                                                              | (3.000.000) |
| Finnland (IFPI)              | Gold                                                                   | 32.801      |
| Frankreich (SNEP)            | Platin                                                                 | 300.000     |
| Japan (RIAJ)                 | Gold                                                                   | 100.000     |
| Kanada (MC)                  | 3× Platin                                                              | 300.000     |
| Neuseeland (RMNZ)            | 4× Platin                                                              | 60.000      |
| Niederlande (NVPI)           | Platin                                                                 | 100.000     |
| Norwegen (IFPI)              | Platin                                                                 | 50.000      |
| Österreich (IFPI)            | Platin                                                                 | 50.000      |
| Schweden (IFPI)              | Platin                                                                 | 100.000     |
| Schweiz (IFPI)               | 2× Platin                                                              | 100.000     |
| Spanien (Promusicae)         | Platin                                                                 | 100.000     |
| Vereinigte Staaten (RIAA)    | 3× Platin                                                              | 3.000.000   |
| Vereinigtes Königreich (BPI) | 6× Platin                                                              | 1.800.000   |
| Insgesamt                    | 3× Gold · 36× Platin ·                                                 | 7.552.801   |

Hauptartikel: Eurythmics/Auszeichnungen für Musikverkäufe